# Asclepias barjoniifolia

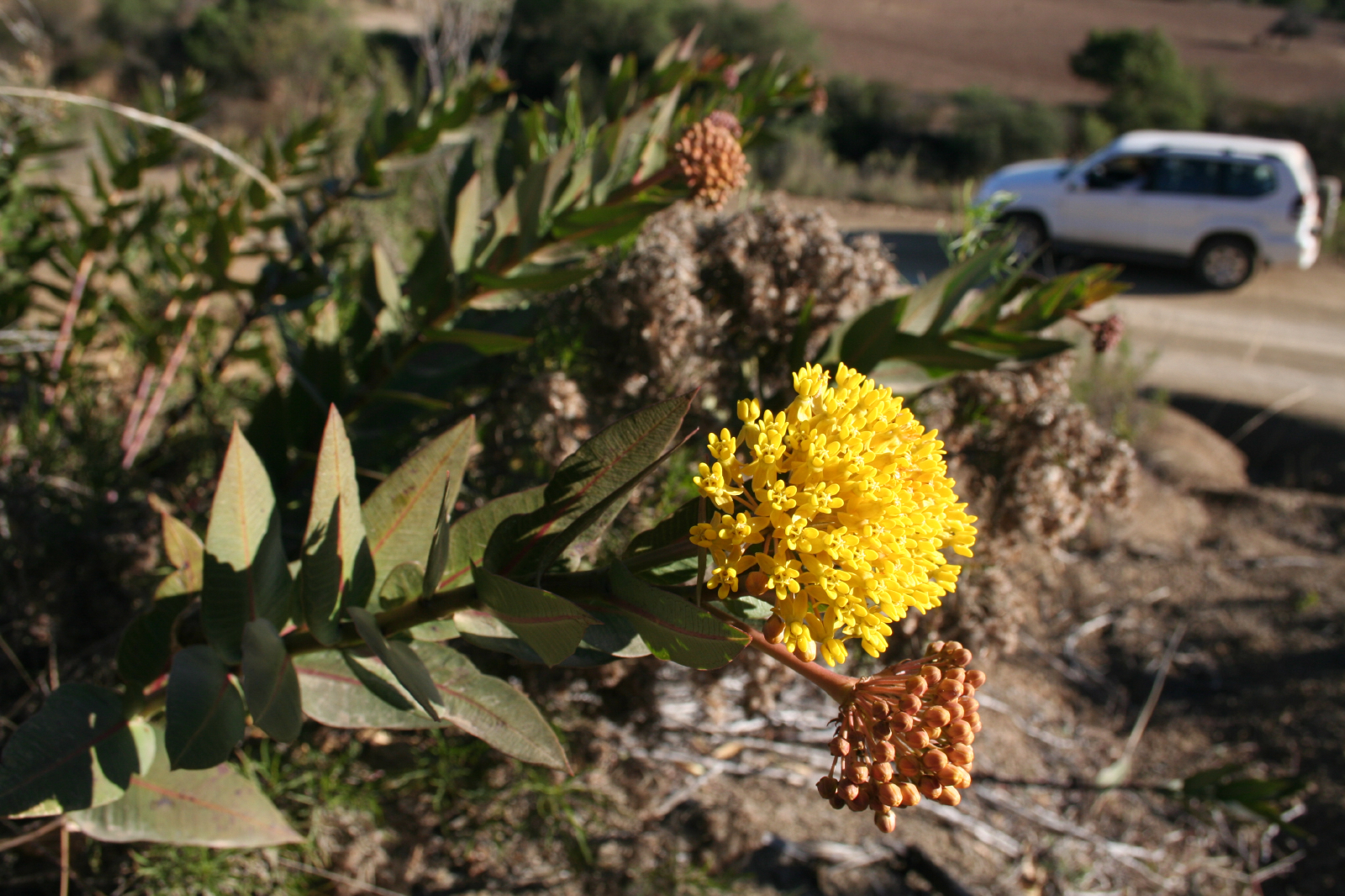
Wuchsform und Lebensraum

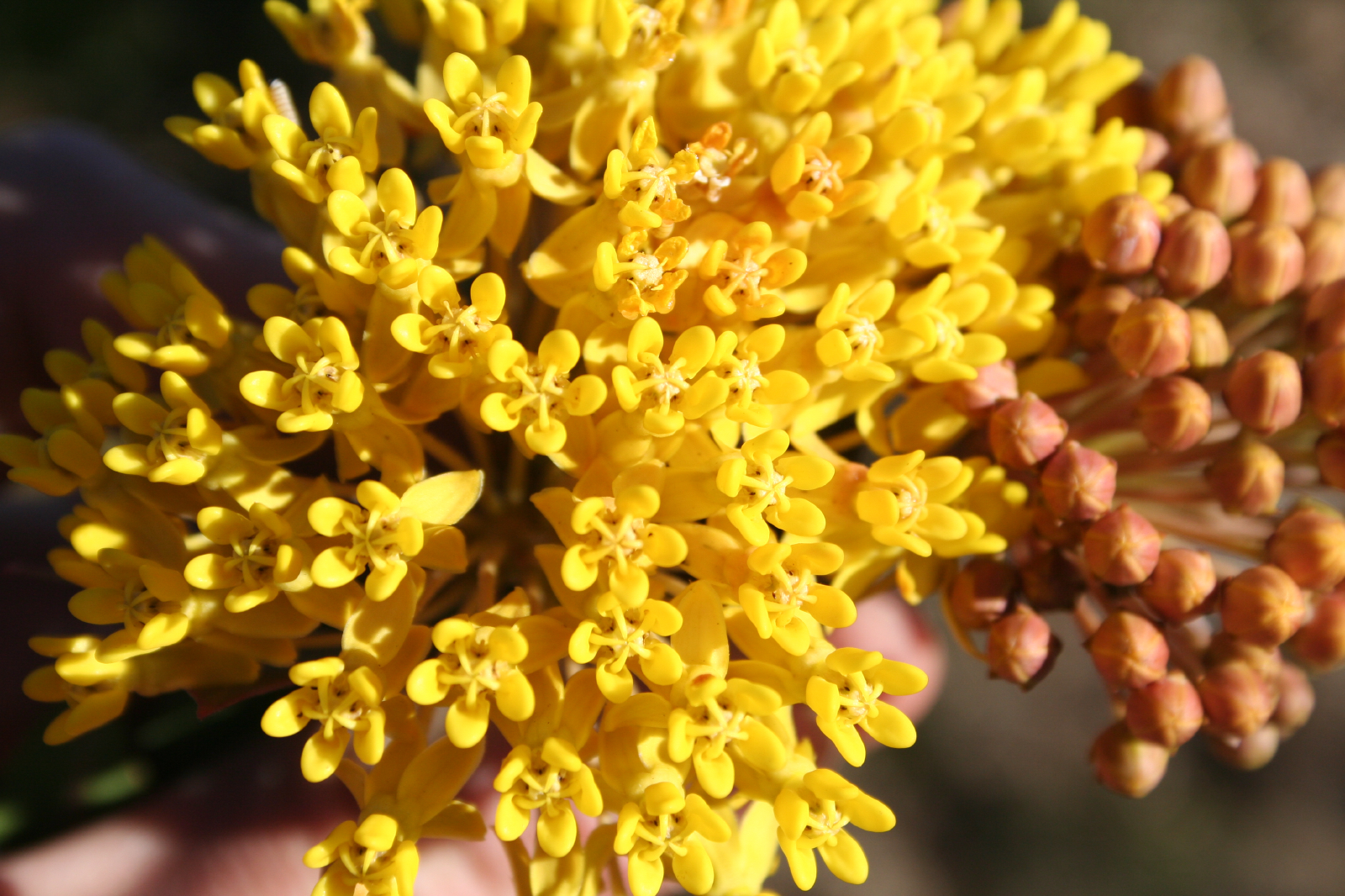
Detail des Blütenstands

Asclepias barjoniifolia ist eine Pflanzenart der Gattung Seidenpflanzen (Asclepias) in der Unterfamilie der Seidenpflanzengewächse (Asclepiadoideae) innerhalb der Familie der Hundsgiftgewächse (Apocynaceae).

## Beschreibung

### Vegetative Merkmale
Asclepias barjoniifolia wächst als ausdauernde krautige Pflanze oder niederer Strauch und erreicht Wuchshöhen von bis zu 1 Meter. Der Milchsaft (Latex) ist weiß. Aus einer leicht verholzten Basis entspringen mehrere aufrechte Stängel, die ausgeprägte Rücken zwischen den Ansatzstellen der Blattstiele aufweisen. Sie sind glatt oder fein flaumig behaart und häufig rötlich.
Die Blattstiele sind sehr kurz. Bei einer Länge von meist 3 bis 8 (selten bis 10) cm und einer Breite von 1 bis 3 (selten bis 4) cm variiert die Form der glatten, unbehaarten, halbsukkulenten und etwas lederigen Blattspreiten von oval bis länglich-eiförmig mit einer herzförmigen Spreitenbasis und einem zugespitzten Ende. Die annähernd parallel verlaufenden Seitennerven gehen in einem Winkel von etwa 60° von der Mittelrippe ab.

### Generative Merkmale
Meist 15 bis 30 (selten bis zu 50) sind in mehreren Stellen gehäuft und bilden einen pseudo-doldigen Blütenstand. Der relativ kurze Blütenstandsschaft ist glatt oder flaumig behaart. Die Blütenstiele sind 1,5 bis 2,5 cm lang.
Die zwittrigen Blüten sind radiärsymmetrisch und fünfzählig. Die fünf Kelchblätter sind mit einer Länge von 1,5 bis 4 und einer Breite von 0,5 bis 1 cm  länglich-eiförmig mit einem zugespitzten Ende. Die fünf Kronblätter sind völlig nach hinten gebogen. Die 4 bis 5 mm langen und 1,5 bis 2 mm breiten Kronenzipfel sind unbehaart, am Ende gespitzt und häufig etwas eingeschnitten. Die Farbe der Blütenkrone und Nebenkrone ist leuchtend gelb. Das Gynostegium sitzt auf einem kurzen, 0,5 mm langen Stiel. Die Nebenkronenzipfel überragen den Griffelkopf. Die aufrecht stehenden und fleischigen Nebenkronenzipfel sind mit einer Länge von 3 bis 4 mm und einer Breite von etwa 1 mm annähernd zylindrisch mit einer gerundeten, etwas geweiteten Spitze. Der schlanke, sichelförmige Zahn setzt in der Aussparung der Zipfel an und biegt sich über den Griffelkopf.
Die einzeln und aufrecht stehenden Balgfrüchte sind bei einer Länge von 4 bis 9 cm und einem Durchmesser von etwa 1 cm schlank-eiförmig bis spindelförmig. Die abgeflachten, 5 bis 6 mm langen und 2,5 mm breiten Samen besitzen einen etwa 2 cm langen, weißen Haarschopf.

## Vorkommen
Asclepias barjoniifolia kommt nur in Zentralbolivien von der alten Straße Cochabamba – Santa Cruz südwärts bis in die Provinz Tucumán in Nordargentinien vor. Sie gedeiht dort in Höhenlagen von meist 1600 bis 3400 Meter, selten bis 800 Meter herabsteigend, auf heißen, trockenen Hängen in einigen Tälern der Anden.

## Systematik
Die Erstbeschreibung dieser Art erfolgte 1882 mit dem falsch geschriebenen Artepitheton barjoniaefolia durch Eugène Fournier in Annales des Sciences Naturelles; Botanique, sér. 6, 14, S. 372–373. Synonyme für Asclepias barjoniifolia E.Fourn. sind: Asclepias cochabambensis Rusby, Asclepias fiebrigii Schltr., Asclepias kuntzei Schltr., Asclepias ramosa E.Fourn.